# Kamen Rider Amazon
Kamen Rider Amazon (仮面ライダーアマゾン Kamen Raidā Amazon, "Masked Rider Amazon") ra mắt từ năm 1974 đến năm 1975 và là series Kamen Rider ngắn nhất cho đến ngày hôm nay chỉ với 24 tập. Nối tiếp bộ phim này là phần tiếp theo - Kamen Rider Amazons
Đặc biệt hơn, anh ta xuất hiện trong tập 28 và 29 của Kamen Rider Decade, trong phần này thì mọi người ở thế giới của anh bị Daishocker lừa, chúng nói với họ là 'Kamen Rider là bọn ác quỷ', vì vậy mọi người căm ghét Amazon và Decade xuất hiện giúp anh ta nhưng mọi người cũng gọi Decade là kẻ thù, sau đó một cậu bé tên là Masahiko, cậu bé tin tưởng Daishocker nhất, lừa Amazon và định nói nơi ở của anh ta nhưng Tsukasa đã phát hiện ra, Apolo- Geist nói 'ngươi nên hi sinh bởi niềm vinh danh của Daishocker' cậu bé lấy cắp vòng tay Gigi để Daishocker tin tưởng, khi lấy được vòng tay Gigi, Daishocker định biến Masahiko thành Kaijin (quái vật), nhưng Tsukasa và Yuusuke đã cứu, Daishocker định thực hiện kế hoạch biến con người thành Kaijin nhưng Masahiko liều mình lấy lại vòng tay Gigi và đưa lại cho Amazon, sau đó Amazon, Decade và Diend hợp lực lại tiêu diệt Jyumenki.
Trong gần đoạn cuối của Kamen Rider Decade: All Riders vs. Dai-Shocker, thì sau khi J hợp nhất với Decade thì đã biến thành Jumbo Kamen Rider Decade Complete, và dùng Final Kamen Attack Form Ride card thì tất cả Kamen Rider đều biến thành Rider card, Amazon thì biến thành Amazon card.
Trong Kamen Rider x Kamen Rider Fourze x OOO: Movie Mega Max, thì X, Amazon và Stronger bị Tổ chức X biến thành Core Medal, nhưng nhờ OOO họ đã được giải thoát.
Trong Toyline đã sản xuất ra Kamen Rider Amazon Gaia Memory, Amazon Auto Switch, Amazon Ring, Amazon Lockseed.
Trong Heisei Rider vs. Shōwa Rider: Kamen Rider Taisen feat. Super Sentai, thì 7 Heisei Rider và 7 Shōwa Rider còn lại đánh nhau, 13 Rider đã nhân lúc nỗ tung đã nhảy vào rừng Helheim chỉ còn Gaim, và những Lockseed của Rider vào rừng Helheim đã được gửi đến Murasame Ryo (Kamen Rider ZX, đang đóng giả làm Badan), trong đó có cả Amazon Lockseed và nhờ Gaim tất cả đã ra khỏi Crack và cùng tiêu diệt Badan.
Trong Super Hero Taisen GP: Kamen Rider 3, anh cũng là một trong những Rider bị tẩy não lúc này anh được gọi là Shocker Rider Amazon nhưng nhờ Kamen Rider 3 tất cả đã trở lại bình thường và họ hợp tác cùng Shuriken Sentai Ninninger tiêu diệt Shocker.

## Cốt truyện
Một chiếc máy bay gặp nạn trong rừng nhiệt đới Amazon, chỉ có duy nhất đứa trẻ Daisuke Yamamoto sống sót và bị mắc kẹt mà không có cha mẹ. Sớm được nhận nuôi bởi bộ lạc Incan, đứa trẻ đó với tên gọi "Amazon" (アマゾンAmazon?) trở thành một đứa trẻ hoang dã, sống cùng với thiên nhiên bằng cách săn bắn. Tuy nhiên, sự tồn tại bình dị của Amazon bị quấy phá khi Ten-Faced Demon Gorgos tàn sát ngôi làng của anh, tàn sát tất cả mọi người chỉ để tìm kiếm "GiGi Armlet" mang lại sức mạnh tuyệt vời cho người đeo nó. Elder Bago, người cuối cùng của Inca, đưa GiGi Armlet cho Amazon để bảo vệ an toàn trong khi sử dụng kiến thức về khoa học và ma thuật của người Inca để thực hiện một "nghi lễ" thần bí trên Daisuke, biến anh ta thành "Kamen Rider Amazon" mạnh mẽ. Với lời căn dặn của Bago trước khi chết hãy đến Nhật Bản tìm gặp Professor Kōsaka, Amazon chiến đấu với Geddon mà không rõ về lý do, ước mơ của anh ta. Làm bạn với cháu trai và cháu gái của Giáo sư Kōsaka, Amazon biết được bản chất của GiGi Armlet khi ông đánh bại Geddon và sau đó là Đế chế Garanda.

## Nhân vật

### Riders
| Kamen Rider Amazon | Daisuke Yamamoto |

Daisuke Yamamoto / Kamen Rider Amazon (山本 大介／仮面ライダーアマゾン (San Bản Đại Giới) Daisuke Yamamoto/Kamen Raidā Amazon, 1-24) : Nhân vật chính của phim. Anh là một đứa trẻ sơ sinh trong thời gian máy bay chở anh và gia đình gặp tai nạn và bị rớt trong rừng nhiệt đới Amazon. Là người duy nhất sống sót trên chiếc máy bay và lớn lên như một đứa trẻ hoang dã, sống ở vùng đất này dưới cái tên "Amazon" (アマゾン Amazon). Tuy nhiên, cuộc sống bình dị của Amazon bị quấy phá bởi Jyumenki Gorgos, tàn sát ngôi làng để tìm kiếm "GiGi Armlet" mang lại sức mạnh tuyệt vời cho người đeo nó. Elder Bago, người cuối cùng của tộc Incas, trao GiGi Armlet cho Daisuke để giữ an toàn trong khi sử dụng kiến thức về khoa học và ma thuật của người Inca để thực hiện một câu "thần chú" thần bí trên cơ thể của Daisuke, biến anh thành Kamen Rider Amazon trước khi chết.
Khi bắt gặp quái vật, anh intones: A...ma...zon! (ア・・・マ・・・ゾン！ A...ma...zon!)

### Đồng minh
- Tōbei Tachibana (立花 藤兵衛 Tachibana Tōbee?, 3-24) : Người cố vấn và tri kỉ của Daisuke. Sau khi được Daisuke cứu, ông giới thiệu rằng cha của Masahiko là bạn mình khi Masahiko vẫn còn nhỏ. Gọi Daisuke là Amazon Rider, ông đã giúp Daisuke vượt qua nỗi sợ lái xe bằng cách xây dựng chiếc xe Jungler riêng cho anh. Khi mọi người chia tay với Amazon khi anh ấy quay trở lại rừng nhiệt đới Amazon, Tachibana yên tâm rằng anh ấy sẽ trở lại khi sự giúp đỡ của anh ấy thực sự cần thiết. Nhân vật này cũng xuất hiện trong 3 serie trước và còn xuất hiện trong serie ngay sau đó của loạt Kamen Rider.
- Elder Bago (長老 バゴー Chōrō Bagō?, 1) : là người đứng đầu của tộc người Inca đã thoát khỏi cơn thịnh nộ của Jyumenki Gorgos và tìm cách đưa Daisuke Yamamoto đến một hầm ngầm bí mật. Với sức lực cuối cùng, anh ta thực hiện một ca phẫu thuật cho cậu bé bằng cách sử dụng một số công cụ và thuốc để sửa đổi cơ thể của Daisuke, trước khi ban tặng GiGi Armlet. Sau khi hoàn thành ca phẫu thuật, anh ta hướng dẫn Daisuke / Amazon đi du lịch Nhật Bản và tìm giáo sư Taro Kosaka trước khi chết.
- Taro Kosaka / giáo sư Kosaka (小坂 太郎／小坂ハカセ Kosaka Tarō / Kosaka hakase?, 1) : Là bạn thân với cha của Amazon, giáo sư Yamamoto. Ông có tình bạn với Bago và được nói về sự tồn tại của Geddon. Ông là người biết bản chất của Gigi Armlet và có cháu trai Masahiko trở thành bạn của Daisuke. Anh ta bị giết bởi Spider Beastman (グモ獣人 Kumo Jūjin?, 1).
- Masahiko Okamura (岡村 まさひこ Okamura Masahiko?, 1-24) : Cháu trai của giáo sư Kōsaka và người bạn đầu tiên của Daisuke ở Nhật Bản, giúp anh ta bằng mọi cách có thể. Masahiko theo học tại trường tiểu học Jōnan và cậu thông minh hơn so với tuổi của mình. Trong tập 13, người ta thấy Masahiko dạy Amazon nói tiếng Nhật mạch lạc và cả phong tục Nhật Bản. Đôi khi cậu nói điều gì đó táo tợn, nhưng cậu có một ý thức mạnh mẽ về công lý và có dũng khí không sợ những Beastmans.
- Ritsuko Okamura (岡村 りつ子 Okamura Ritsuko?, 1-24) : Chị gái của Masahiko và cháu gái của Giáo sư Kōsaka. Lúc đầu, cô không tin tưởng Amazon do đưa Geddon đến Nhật Bản và gây ra sự hỗn loạn. Sau khi được Amazon giải cứu và giúp đỡ, cô đặt niềm tin và sự tin tưởng vào anh. Cô còn tặng anh một chiếc áo khoác vì "mùa đông ở Nhật Bản rất lạnh".
- Mogura Beastman / Mogura (モグラ 獣人／モグラ Mogura Jūjin / Mogura?, 5-20) : là một người thú với chủ đề nốt ruồi có thể đào hang dưới lòng đất tới mười mét và thường hô vang "chu-chu". Ban đầu, Mogura làm việc cho Geddon và được gửi tới tiếp cận Amazon, chỉ quay lại do sự can thiệp của cảnh sát. Sau khi có cơ hội chuộc lại tội lỗi của chính mình, Mogura đuổi theo Masahiko để đặt bẫy cho Amazon, người đã bị trật khớp và nhiều vết thương khác trước khi trốn thoát. Kết quả là, Mogura bị đày xuống mặt nước và bị xiềng xích vì kế hoạch thất bại. Amazon vì thương hại con quái vật đã giải cứu anh ta khỏi số phận tàn khốc. Mặc dù bối rối không hiểu tại sao, Mogura trở thành đồng minh của Amazon cho đến khi Chiến dịch Phá hủy Khuôn mẫu Tokyo của Garanda, Mogura giả vờ cung cấp dịch vụ của mình cho Garanda để lấy khuôn. Tuy nhiên, Mushroom Beastman đã mong đợi điều đó và đã đầu độc Mogura nhưng Mogura vẫn cố gắng tìm đường đến bác sĩ và khi Amazon cố gắng tiêm vắc-xin cho anh ta, Mogura từ chối nói rằng bây giờ nó không tốt cho anh ta mà nói với Amazon rằng Amazon nên dùng nó để anh không bị nhiễm nấm mốc của Mushroom Beastman, trước khi chết trong vòng tay của Amazon và Masahiko. Ngay sau khi báo thù cho Mogura, Amazon xây dựng một đài tưởng niệm để vinh danh anh.

## Geddon
Geddon (ゲドン Gedon, 1-14) là tổ chức xấu xa được thành lập và có trụ sở tại khu rừng nhiệt đới Amazon trước khi chuyển đến Nhật Bản vì chúng cần Vòng tay Gigi cho phép nhà lãnh đạo Gorgos của chúng thống trị thế giới và được tiếp thêm sức mạnh nhờ máu người. Quái vật của tổ chức này có dạng người thú.

### Quái vật mười mặt
Jyumenki Gorgos (十面鬼ゴルゴス Jūmenki Gorugosu) : Thủ lĩnh của Geddon, thân dưới giống như tảng đá của Gorgos giữ 9 khuôn mặt. Ten-Faced Demon Gorgos sở hữu GaGa Armlet và mong muốn có được GiGi Armlet mà Amazon sở hữu để đạt được mục tiêu thống trị thế giới với khoa học Incan.

### Another
- Red Follower (赤ジューシャ Akajūsha?) : là những nữ binh sĩ mặc đồ đỏ của Geddon, phục vụ như tai mắt của Gorgos. Họ bị bao phủ bởi mặt nạ và bộ đồ đỏ với những sợi chỉ trắng treo trên tay. Họ được trang bị những thanh kiếm mảnh dẻ cũng như những chiếc mô tô hạng nhất. Tuy nhiên, chuyên môn của họ là các hoạt động thu thập thông tin tình báo hơn là chiến đấu; quả thực họ chỉ sở hữu sức mạnh gấp 1,5 lần so với người bình thường. Trong khi đó, các Black Follower của Đế chế Garanda mạnh gấp năm lần. Vì vậy, họ hiếm khi chiến đấu trực tiếp với Amazon. Tuy nhiên, trong hầu hết các trường hợp, người ta thấy rằng Akajusha, khác với lính của các tổ chức khác, được xếp hạng cao hơn so với Beastmen của Geddon, được giao nhiệm vụ theo dõi và hỗ trợ chúng.
- Geddon Beastman (ゲドン獣人 Gedon Jūjin?) : là những con quái vật Geddon được dựa trên động vật, côn trùng và loài nhện gây hại cho con người trong Kamen Rider Amazon và là những kẻ thù mà Amazon thường xuyên tiêu diệt. Geddon tạo ra Beastmen của nó bằng cách bắt cóc mọi người và đưa họ đến phòng sửa đổi Beastmen. Ở đó, họ được biến thành Beastmen bằng cách trải qua phẫu thuật điều khiển học bằng cách sử dụng khoa học và ma thuật incan. Gorgos cũng có thể tạo Beastmen bằng sức mạnh của vòng tay Gaga của mình.
- Geddon Scientists (ゲドンの科学者 Gedon Kagakusha?) : những nhà khoa học trung thành của Geddon đeo mặt nạ giống như Akajusha với áo khoác trắng. Tuy nhiên, trong khi Akajusha đều là nữ, các nhà khoa học của Geddon tất cả đều là đàn ông. Họ chịu trách nhiệm thực hiện một cuộc phẫu thuật tu sửa lại tên tội phạm Genji Murata, biến anh ta thành Ant Beastman (トゲアリ獣人 Togeari Jūjin?, 12).

## Garanda Empire
Garanda Empire (ガランダー帝国 Garandā Teikoku, 14-24) là tổ chức được thành lập sau khi Geddon bị tiêu diệt, Emperor Zero, thủ lĩnh của tổ chức đã đánh cắp Vòng tay Gaga sau sự hủy diệt của Quái vật mười mặt và nhắm vào Gigi Armlet của Kamen Rider Amazon. Tổ chức này xuất hiện trước cả Geddon, sau khi Ten-Faced Demon Gorgos bị tiêu diệt, chúng lấy vòng tay Gaga để sử dụng cho chiến dịch tấn công khủng bố ở Tokyo để biến nó thành bàn đạp của chúng trước khi thống trị phần còn lại của thế giới. Được dẫn dắt bởi "Kẻ thống trị" bí ẩn và đóng quân dưới lòng đất trong căn cứ đầy bẫy, Đế chế Garanda cũng sử dụng Beastmen làm kaijin của họ.

### Kẻ thống trị
Ruler (支配者 Shihaisha) : Nhà lãnh đạo thực sự của Đế chế Garanda và Geddon, mặc áo choàng trắng bạc che giấu bản chất thật của mình. Hắn còn được gọi là Real/True Zero the Great (真のゼロ大帝 Shin no Zero Taitei). Hình dạng thật của Zero đại đế là một chiến binh bọc thép đội chiếc mặt nạ đỏ hình đầu chim, mặc áo hải tặc đỏ gắn chặt vào nửa người bên phải và tay bên trái là một thanh kiếm, với tên gọi Great Emperor Zero.

### Garanda Empire general
Zero the Great (ゼロ大帝 Zero Taitei, 14-24) : Một cơ thể nhân đôi gần giống với Ruler được tạo ra bởi Ruler, sử dụng cây thương của mình để trừng trị những kẻ phản bội và thất bại. Khi Amazon đến căn cứ của Garanda, Zero phủ nhận sức mạnh của GiGi Armlet bằng cây thương của mình khi Bom Helium được lắp đặt. Tuy nhiên khi GaGa Armlet được hợp nhất với GiGi Armlet, Amazon trở nên miễn nhiễm với sức mạnh của Zero khi ông mất đi cánh tay của mình bởi Kamen Rider, trước khi ông bị tiêu diệt bởi cái bẫy của chính mình.

### Another
- Black Follower (黒ジューシャ Kurojūsha?) : là những người lính của Đế chế Garanda với sức mạnh gấp năm lần một người bình thường, kế vị các Red Follower của Geddon. Giống như Red Follower, nhiều sợi chỉ trắng treo trên cánh tay bộ đồ mà họ khai thác thông qua kỹ thuật sử dụng chúng để hạn chế đối thủ gần giống với xúc tu. Họ được phân biệt với những người tiền nhiệm toàn nữ của họ bởi bộ đồ đen cũng như toàn nam. Trong khi các Red Follower phục vụ nhiều hơn với vai trò trinh sát, thì họ là những chiến binh truyền thống hơn trong các cuộc chiến bên cạnh Beastmen. Cùng với đó, các biến thể của nhà khoa học cũng tồn tại cùng với các Nhà lãnh đạo Black Follower (ーダ格Rīdā-kaku no Kurokūsha), người được phân biệt bằng dấu sao trên trán của họ.
- Garanda Empire Beastman (ガランダー帝国獣人 Garandā Teikoku Jūjin?) : là những con quái vật Garanda Empire gây hại cho con người trong Kamen Rider Amazon và là những kẻ thù mà Amazon thường xuyên tiêu diệt. Giống như Geddon Beastman, chúng cũng dựa trên động vật, côn trùng và loài nhện.

| Fake Amazon | Salamander Beastman |

- Salamander Beastman / Fake Amazon (サンショウウオ獣人／偽アマゾン Sanshōuo Jūjin / Nise Amazon?, 23) : Một con quái vật mang hình dáng Salamander của Đế chế Garanda đã giả dạng Kamen Rider Amazon để huỷ hoại danh tiếng của Amazon. Anh ta đã bị Emperor Zero hủy diệt sau khi anh ta bị thương nặng bởi Amazon thật.

## Tập phim
| Episode | Tên tập phim                         | Tên tập phim                                      | Tên tập phim                                          | Đạo diễn          | Biên kịch      | Ngày phát sóng gốc   |
| Episode | Tiếng Nhật                           | Phiên âm                                          | Tiếng Việt                                            | Đạo diễn          | Biên kịch      | Ngày phát sóng gốc   |
| ------- | ------------------------------------ | ------------------------------------------------- | ----------------------------------------------------- | ----------------- | -------------- | -------------------- |
| 1       | 人か？野獣か？密林から来た凄い奴！   | Hito ka? Yajū ka? Mitsurin Kara Kita Sugoi Yatsu! | Người hay thú? Chàng trai lạnh lùng đến từ rừng xanh! | Masahiro Tsukada  | Shou Daimon    | 19 tháng 10 năm 1974 |
| 2       | 十面鬼！神か？悪魔か？               | Jūmenki! Kami ka? Akuma ka?                       | Jyumenki Gorgos! Thần hay quỷ?                        | Masahiro Tsukada  | Kimio Hirayama | 26 tháng 10 năm 1974 |
| 3       | 強くてハダカで速い奴！               | Tsuyokute Hadaka de Hayai Yatsu!                  | Người mạnh mẽ, trần trụi, nhanh nhẹn!                 | Minoru Yamada     | Tooru Hirayama | 2 tháng 11 năm 1974  |
| 4       | 走れ！怒りのジャングラー             | Hashire! Ikari no Jangurā                         | Chạy đi! Cơn giận dữ của rừng xanh                    | Minoru Yamada     | Tooru Hirayama | 9 tháng 11 năm 1974  |
| 5       | 地底から来た変なヤツ！！             | Chitei Kara Kita Hen na Yatsu!!                   | Người lập dị đến từ dưới lòng đất!!                   | Issaku Uchida     | Ikuro Suzuki   | 16 tháng 11 năm 1974 |
| 6       | インカ縄文字の謎！！                 | Inka Nawamoji no Nazo!!                           | Bí ẩn hoa văn dây thừng của Inca Jōmon!!              | Issaku Uchida     | Ikuro Suzuki   | 23 tháng 11 năm 1974 |
| 7       | とける！とける!恐怖のヘビ獣人        | Tokeru! Tokeru! Kyōfu no Hebi Jūjin               | Tan chảy! Tan chảy! Snake Beastman đáng sợ            | Masahiro Tsukada  | Masaru Igami   | 30 tháng 11 năm 1974 |
| 8       | 学校を襲ったワニ獣人                 | Gakkō o Osotta Wani Jūjin                         | Crocodile Beastman tấn công trường học                | Masahiro Tsukada  | Shozo Murayama | 7 tháng 12 năm 1974  |
| 9       | ゆけアマゾン！カニ獣人の島へ!        | Yuke Amazon! Kani Jūjin no Shima e!               | Tiến lên, Amazon! Đảo của Crab Beastman!              | Katsuhiko Taguchi | Masaru Igami   | 14 tháng 12 năm 1974 |
| 10      | 黒ネコ獣人保育園をねらう！           | Kuro Neko Jūjin Hoikuen o Nerau!                  | Black Cat Beastman nhắm vào trường mẫu giáo!          | Katsuhiko Taguchi | Ikuro Suzuki   | 21 tháng 12 năm 1974 |
| 11      | 金色のカタツムリは死神の使い！？     | Kin'iro no Katatsumuri wa Shinigami no Tsukai!?   | Snail Beastman là đặc phái viên của tử thần!?         | Minoru Yamada     | Ikuro Suzuki   | 28 tháng 12 năm 1974 |
| 12      | 見た！ゲドンの獣人改造室！！         | Mita! Gedon no Jūjin Kaizō Shitsu                 | Nhìn đây! Phòng biến đổi Beastman của Geddon          | Minoru Yamada     | Masaru Igami   | 4 tháng 1 năm 1975   |
| 13      | 迫る！十面鬼！危うしアマゾン！！     | Semaru! Jūmenki! Ayaushi Amazon!!                 | Tiếp cận! Quái vật mười mặt! Nguy hiểm, Amazon!!      | Masahiro Tsukada  | Masaru Igami   | 11 tháng 1 năm 1975  |
| 14      | 十面鬼死す！そして新しい敵？         | Jūmenki Shisu! Soshite Atarashii Teki?            | Quái vật mười mặt chết! Và một kẻ thù mới?            | Masahiro Tsukada  | Masaru Igami   | 18 tháng 1 năm 1975  |
| 15      | 出たぞ！恐怖のゼロ大帝               | Deta zo! Kyōfu no Zero-taitei                     | Anh ấy đã đến! Zero the Great đáng sợ                 | Issaku Uchida     | Masaru Igami   | 25 tháng 1 năm 1975  |
| 16      | ガランダーの東京火の海作戦！！       | Garandā no Tōkyō Hi no Umi Sakusen!!              | Chiến dịch biển lửa Tokyo của Garanda!!               | Issaku Uchida     | Ikuro Suzuki   | 1 tháng 2 năm 1975   |
| 17      | 富士山大爆発？東京フライパン作戦！   | Fujisan Dai Bakuhatsu? Tōkyō Furai Pan Sakusen!   | Vụ nổ lớn của Mr.Fuji? Chiến dịch chảo lửa Tokyo!     | Itaru Orita       | Seiji Matsuoka | 8 tháng 2 năm 1975   |
| 18      | ゼロの恐怖！大地震作戦！！           | Zero no Kyōfu! Ōjishin Sakusen!!                  | Nỗi sợ hãi của Zero! Chiến dịch động đất lớn!!        | Itaru Orita       | Ikuro Suzuki   | 15 tháng 2 năm 1975  |
| 19      | 出動、ガランダー少年部隊             | Shutsudō, Garandā Shōnen Butai                    | Đi vào hành động, The Garanda Youth Squad             | Masahiro Tsukada  | Ikuro Suzuki   | 22 tháng 2 năm 1975  |
| 20      | モグラ獣人最後の活躍！！             | Mogura Jūjin Saigo no Katsuyaku!!                 | Hoạt động cuối của Mole Beastman!!                    | Masahiro Tsukada  | Masaru Igami   | 1 tháng 3 năm 1975   |
| 21      | 冷凍ライダーを食べる人食い獣人！     | Reitō Raidā o Taberu Hitokui Jūjin                | Sea Anemone Beastman ăn thịt Rider bị đóng băng       | Katsuhiko Taguchi | Shozo Murayama | 8 tháng 3 năm 1975   |
| 22      | インカ人形大東京全滅の日！？         | Inka Ningyō Dai Tōkyō Zenmetsu no Hi!?            | Ngày của Inca Doll hủy diệt Tokyo to lớn              | Katsuhiko Taguchi | Masaru Igami   | 15 tháng 3 năm 1975  |
| 23      | にせライダー対アマゾンライダー！     | Nise Raidā Tai Amazon Raidā!                      | Imitation Rider đấu với Amazon Rider!                 | Issaku Uchida     | Ikuro Suzuki   | 22 tháng 3 năm 1975  |
| 24      | やったぞアマゾン！ゼロ大帝の最後！！ | Yatta zo Amazon! Zero-taitei no Saigo!!           | Bạn đã làm được, Amazon! Hồi kết của Zero the Great!! | Issaku Uchida     | Ikuro Suzuki   | 29 tháng 3 năm 1975  |

## Movie
- 1975: Kamen Rider Amazon (劇場版仮面ライダーアマゾン Gekijō-ban Kamen Raidā Amazon?) - phiên bản phim của tập 16

## Diễn viên
- Toru Okazaki (岡崎徹 Okazaki Tōru?): Amazon / Daisuke Yamamoto
- Akiji Kobayashi / Shōji Kobayashi / Issei Mori (小林昭二 Kobayashi Akiji?): Tōbei Tachibana
- Ushio Akashi (明石潮 Akashi Ushio?): Elder Bago
- Yoji Matsuda (松田洋治 Matsuda Yōji?): Masahiko Okamura
- Mariko Matsuoka (松岡まりこ Matsuoka Mariko?): Ritsuko Okamura
- Ritsuo Sawa (沢りつお Sawa Ritsuo?): Jyumenki Gorgos (giọng nói)
- Hirohisa Nakata (中田博久 Nakata Hirohisa?): Zero the Great
- Yoshiro Kitahara (北原義郎 Kitahara Yoshirō?): Professor Taro Kosaka
- Ryuji Saikachi (槐柳二 Saikachi Ryūji?): Mogura Beastman (giọng nói)
- Hideo Nihei (二瓶秀雄 Nihei Hideo?): Sozo Yanamura
- Mahito Tsujimura (辻村真人 Tsujimura Mahito?): Salamander Beastman (giọng nói)
- Osamu Saka (阪脩 Saka Osamu?): Ruler (giọng nói)
- Goro Naya (納谷悟朗 Naya Gorō?) - người dẫn chuyện

## Nhạc phim
Opening theme
- "Amazon Rider Koko ni Ari" (アマゾンライダーここにあり Amazon Raidā Koko ni Ari?, "Amazon Rider is Here")
  - Lyrics: Shotaro Ishinomori
  - Composition: Shunsuke Kikuchi
  - Artist: Masato Shimon

Ending theme
- "Amazon Da-Da-Da!!" (アマゾンダダダ!!?)
  - Lyrics: Saburō Yatsude
  - Composition: Shunsuke Kikuchi
  - Artist: Masato Shimon with the Columbia Yurikago-kai
  - Episodes: 1-14 (1st Verse); 15-24 (2nd Verse)

## Other Media

### Manga
1. Kamen Rider Amazon (manga) (仮面ライダーアマゾン Kamen Raidā Amazon?)
2. Kamen Rider Amazon (Adventure King manga) (仮面ライダーアマゾン Kamen Raidā Amazon?)
3. Kamen Rider Amazon (TV Land manga) (仮面ライダーアマゾン Kamen Raidā Amazon?)
4. Kamen Rider Amazon (Tanoshi Youchien manga) (仮面ライダーアマゾン Kamen Raidā Amazon?)
5. Kamen Rider Amazon (O Tomodachi manga) (仮面ライダーアマゾン Kamen Raidā Amazon?)
6. Kamen Rider Amazon (Disneyland manga) (仮面ライダーアマゾン Kamen Raidā Amazon?)
7. Kamen Rider (1978 manga) (仮面ライダー Kamen Raidā?)

### S.I.C. Hero Saga
1. Pre-Stage (プレ・ステージ Pure Sutēji?)

## Other Songs
- Amazon Rider Action
- Amazon Hitori
- Amazon Issho Ni Tatakaou
- Amazon Oshiete Okure
- Amazon Taose
- Boku-Ra No Amazon Rider
- Sono Na Wa Amazon
- Hashire Honoo No Jungler
- Tokyo Jungle
- Ore Wa Tachibana Tobei